# Strade violente
Strade violente (Thief) è un film del 1981 diretto da Michael Mann, tratto dal romanzo The Home Invaders di Frank Hohimer. La pellicola è stata presentata in concorso al 34º Festival di Cannes.

## Trama
Frank è un ladro di gioielli e un ex detenuto che, da quando è stato rilasciato dal Joliet Correctional Center di Joliet, Illinois, ha dato una struttura ben definita alla sua vita. Con due attività di successo a Chicago (un bar e una concessionaria d'auto) che fungono da copertura per i suoi affari criminali, Frank si propone di realizzare l'ultima parte mancante del suo progetto di vita: una famiglia con Jessie, una cassiera che ha iniziato a frequentare. Dopo aver messo a segno un grosso colpo, rubando diamanti, Frank consegna le pietre a Joe Gags, il suo ricettatore. Tuttavia, prima che Frank possa incassare la sua parte di 185.000 dollari, Gags viene scaraventato giù da una finestra al dodicesimo piano per aver sottratto parte dei pagamenti che stava raccogliendo dai clienti di alcuni usurai. Barry, amico e socio di Frank, incaricato di ritirare il denaro, scopre che Attaglia, un dirigente di una placcatura per cui Gags lavorava, è il responsabile dell'omicidio e del furto della somma destinata a Frank.
In uno scontro nell'azienda di placcatura, Frank esige la restituzione del suo denaro. Questo porta a un incontro con Leo, il datore di lavoro di Attaglia, un ricettatore di alto livello e boss della Chicago Outfit. Frank non sa che Leo riceveva da tempo la merce rubata da lui tramite Gags. Leo restituisce il denaro a Frank, ammettendo di ammirare il suo occhio per i beni di qualità e la sua professionalità. Leo gli propone di lavorare direttamente per lui, promettendogli grandi profitti, ma l'incontro è sorvegliato a distanza dalla polizia. Inizialmente Frank è riluttante, non volendo esporsi ulteriormente né affrontare complicazioni, ma quella stessa notte una conversazione con Jessie gli fa cambiare idea, quando lei accetta di far parte della sua vita dopo che lui le racconta come ha sopravvissuto in prigione grazie a una mentalità indurita. Frank ora accetta di fare un solo grande colpo per Leo, dicendo a Barry che sarà il loro ultimo lavoro. Nel frattempo, dopo essere stato rifiutato dall'agenzia statale per le adozioni, Frank riesce grazie all'aiuto di Leo ad acquistare illegalmente un bambino, che chiama David, in onore del suo defunto mentore, soprannominato Okla.
Dopo aver respinto un'estorsione da parte di un gruppo di poliziotti corrotti, e aver poi eluso la loro sorveglianza, Frank e la sua squadra partecipano a un colpo su larga scala di diamanti a Los Angeles, organizzato da Leo. Tutto procede bene con il "burn job" di Frank e si aspetta la somma concordata di 830.000 dollari per le pietre non montate, con un valore all'ingrosso di 4 milioni di dollari. Ma quando Frank ritorna dal colpo, Leo gli dà meno di 100.000 dollari. Secondo Leo, questa è l'unica somma che Frank riceverà in contanti, poiché il resto della sua parte è stato investito in centri commerciali a Fort Worth e Dallas, in Texas, un'idea che Frank aveva precedentemente rifiutato. Inoltre, Leo ha organizzato un altro colpo a Palm Beach per Frank, da eseguire entro sei settimane, senza consultarlo. Frank dice a Leo che il loro accordo è finito, prende i soldi e se ne va, esigendo il resto del denaro entro 24 ore. Frank si dirige verso la sua concessionaria, ignaro del fatto che gli uomini di Leo hanno già catturato e pestato Barry e sono pronti ad tendergli un'imboscata. Frank viene colpito e Barry viene ucciso dagli scagnozzi.
Quando Frank si risveglia, trova Leo che lo osserva, circondato dai suoi uomini. Leo lo informa che lui, Jessie, il loro bambino e tutto ciò che possiede sono di sua proprietà, e minaccia la famiglia di Frank se non continua a lavorare per lui, e lo avverte di concentrarsi sui suoi doveri. Quando Frank torna a casa, ordina a Jessie, che non comprende la situazione, di uscire subito di casa, dicendole che il loro matrimonio è finito, che deve andarsene immediatamente e che lui non la seguirà. Frank incarica un socio di portare lei, il bambino e 410.000 dollari in contanti in un luogo dove non possono essere rintracciati. Non avendo più nulla da perdere, Frank fa esplodere la loro casa usando cariche di esplosivo ad alto potenziale. Poi si dirige verso i suoi esercizi commerciali e fa lo stesso. Armato di una pistola, si introduce silenziosamente nella casa di Leo, in un tranquillo quartiere residenziale, e colpisce Attaglia con la pistola in cucina. Frank dà la caccia a Leo, uccidendolo nel soggiorno. Poi insegue Attaglia, che cerca di fuggire dalla casa, ma si trova di fronte alle guardie del corpo di Leo nel giardino di fronte. Nella sparatoria che ne segue, Frank viene ferito, ma riesce a uccidere il trio. Frank si toglie quello che sembra essere un giubbotto antiproiettile che indossava sotto la giacca e si allontana nella notte.

## Curiosità
Oltre ad essere basato sul romanzo The Home Invaders di Frank Hohimer, gran parte delle rapine e le modalità con cui vengono attuate sono state ispirate e supervisionate da John Santucci, ex ladro di gioielli divenuto attore che nel film interpreta il detective Urizzi; coincidenza volle che nel film appaia (nei panni di uno scagnozzo di Leo) anche Dennis Farina, ex poliziotto divenuto attore, che durante i suoi anni di servizio a Chicago arrestò varie volte proprio Santucci. I due reciteranno nuovamente insieme nella serie tv poliziesca Crime Story, entrambi come protagonisti.